# Beata Rakowska
Beata Rakowska (ur. 28 marca 1965 we Wrocławiu) – polska aktorka teatralna, głosowa i telewizyjna.

## Wczesne lata
Urodziła się i dorastała we Wrocławiu. Kiedy miała pięć lat, jej rodzice zapisali ją na zajęcia baletowe w Dziecięcym Centrum Baletowym „Arabeska”, gdzie uczęszczała przez 7 lat. Potem jej ojciec zapisał ją do studium pantomimiczno-teatralnego w Młodzieżowym Domu Kultury. Razem z Cezarym Żakiem i Krzysztofem Draczem występowała w spektaklach dla dzieci – Szewczyk Dratewka czy Igraszki z diabłem, z którymi jeździła po Polsce. Studiowała na Wydziale Aktorskim Państwowej Wyższej Szkole Teatralnej im. Ludwika Solskiego we Wrocławiu, którą ukończyła w 1988.

## Kariera
Jeszcze podczas studiów zadebiutowała w spektaklu Bertolta Brechta Człowiek jak człowiek (1987) z Mirosławem Baką i Piotrem Konieczyńskim na scenie Teatru im. C.K. Norwida w Jeleniej Górze, gdzie występowała w latach 1987–1988. Za rolę Krystyny w przedstawieniu Augusta Strindberga Panna Julia zdobyła wyróżnienie na VI Ogólnopolskim Przeglądzie Spektakli Dyplomowych Szkół Teatralnych w Łodzi. Występowała potem w teatrach: Nowym w Łodzi (1988–1989), Narodowym w Warszawie (1989–1990), K2 we Wrocławiu (1994) i Komedia we Wrocławiu (2006).
W 1996 związała się na stałe z Wrocławskim Teatrem Współczesnym im. Edmunda Wiercińskiego.
Po raz pierwszy pojawiła się na małym ekranie w dramacie telewizyjnym Zero życia (1987) u boku Tomasza Hudźca, Edwarda Lubaszenki, Jana Jankowskiego i Ewy Skibińskiej. Popularność przyniosła jej rola Małgosi Słończyk, studentki chemii Politechniki Warszawskiej w serialu Odbicia (1989) oraz postać Ewy Glinickiej w ostatnich odcinkach opery mydlanej TVP2 W labiryncie (1990).
Zagrała także gościnnie w serialu Polsat Życie jak poker (1998–1999), sitcomie Polsat Świat według Kiepskich (2000, 2005, 2007) oraz serialu animowanym TV4 Włatcy móch (2006–2007), użyczając głosu m.in. Konieczce i Andżelice.
Wzięła udział w reklamie tabletek w leczeniu zaparcia Xenna Extra (2008) i banku AIG (2009).
Przez dwa lata uczyła dzieci języka angielskiego w Rękowie pod Sobótką. Pracowała jako spikerka, tłumaczka i nauczycielka języków obcych. Była kaskaderką. Zajmuje się również audiodeskrypcją dla Fundacji Katarynka. Prowadzi warsztaty teatralne w uniwersytecie trzeciego wieku.

## Filmografia

### Filmy
- 1987: Zero życia (TV) – dziewczyna z klasy Tomka
- 1995: Podróż do Polski – niemiecka turystka
- 2000: Nie ma zmiłuj – sekretarka w „Vin-Necie”

### Seriale TV
- 1989: Odbicia – Małgosia Słończyk
- 1990: W labiryncie – Ewa Glinicka-Hanisz
- 1995: Maszyna zmian – sprzedawczyni (odc. 2)
- 1998–1999: Życie jak poker – Ilona, dziewczyna Żywińskiego
- 2000–2013, 2015–2021: Świat według Kiepskich – dziennikarka; kobieta (odc. 217); urzędniczka (odc. 242)
- 2002–2003: Gorący temat – dziennikarka Katarzyna
- 2004–2014: Pierwsza miłość –
  - Zakonnica,
  - Lekarz w Poradni Alergologicznej,
  - Kadrowa,
  - Żona Wiesława,
  - Reporterka Telewizji CNP Polska
- 2006: Bezmiar sprawiedliwości – pracownica teatru (odc. 2)
- 2007: Biuro kryminalne – Melania Makowska (odc. 38)
- 2008: Na dobre i na złe – matka Maćka (odc. 332)
- 2009–2010: Tancerze – Łucja, była żona Bernarda (odc. 10, 32 i 33)
- 2009: Rajskie klimaty – dziennikarka
- 2010: Licencja na wychowanie – kobieta w aptece (odc. 3)
- 2011: Głęboka woda – nauczycielka (odc. 12)
- 2012: Galeria – nauczycielka (odc. 147)

### Dubbing
- 2006–2010: Włatcy móch –
  - Konieczko,
  - Andżelika,
  - Karolina,
  - Mariola Wasilak,
  - Matka Maślany,
  - Matka Konieczki,
  - Matka Anusiaka,
  - Matka Andżeliki,
  - Dentystka,
  - Przytulasek,
  - Pedeciak,
  - Frycek,
  - Aktorka z filmu dla dorosłych,
  - Ratowniczka,
  - Słonica,
  - Strusie,
  - Różne postacie
- 2007: Pana Magorium cudowne emporium
- 2007: Włatcy móch: Wrzód na dópie –
  - Konieczko,
  - Andżelika
- 2009: Włatcy móch: Ćmoki, czopki i mondzioły –
  - Konieczko,
  - Andżelika,
  - Przytulasek,
  - Pedeciak,
  - Matka Anusiaka,
  - Spikerka
- 2012: Sklep dla samobójców – drobna pani
- 2012: Kreskotoria Polski – Dobrawa